# Hamilton Paul Traub
Hamilton Paul Traub (18 de junio de 1890, Crozier, Buena Vista Co., Illinois - 14 de julio de 1983, La Jolla, San Diego, California) fue un botánico, taxónomo y fisiólogo vegetal estadounidense.
Se desempeñó en el Departamento de Agricultura de los Estados Unidos en Washington D. C. Como fisiólogo hizo exhaustivos estudios de los efectos de la colchicina. Se especializó en la familia de las amarilidáceas. Fue uno de los fundadores de la American Amaryllis Society en 1933.

## Obras
- Plant Life: Vol. 35 Amaryllis. 1979. En coautoría con R. Mitchel Beauchamp, Harold N. Moldenke, Thomas W. Whitaker. The American Plant Life Society, La Jolla, CA. 128 pp. ISBN 8953076514
- An introduction to Herbert's Amaryllidaceae, etc. 1837: And related works. 1970. Ed. Cramer. 93 pp.
- The genera of Amaryllidaceae (The Genera of organisms). 1963. American Plant Life Society; 1.ª ed. 86 pp.
- Herbertia 1959: Year Book of the American Amaryllis Society 26º, Plant Life Vol. 15, N.º 1, enero de 1959. En coautoría con Harold N. Moldenke.
- The Amaryllis Manual. 1958, MacMillian, New York.
- Amaryllidaceae: tribe Amarylleae. 1949. En coautoría con Harold N. Moldenke. American Plant Life Society, Stanford, CA. 194 pp.
- Papaya production in the United States (Circular / United States Department of Agriculture). 1942. 36 pp.
- Citrus production in the lower Rio Grande valley of Texas. 1930. Bulletin / Texas Agricultural Experiment Station. 60 pp.
- A laboratory course in olericultures. 1926. 140 pp.

- La abreviatura «Traub» se emplea para indicar a Hamilton Paul Traub como autoridad en la descripción y clasificación científica de los vegetales.[1]